# Riesa
Riesa (pronunciación en alemán: /ˈʁiːza/ⓘ) es un ciudad localizada en el río Elba a unos 40 km de Dresde, Sajonia.
Riesa fue sede del Campeonato europeo de natación en piscina corta de 2002. En la ciudad hay una escultura de 25 m de alto de un tronco de roble, llamada "Elbquelle", de Jörg Immendorff.

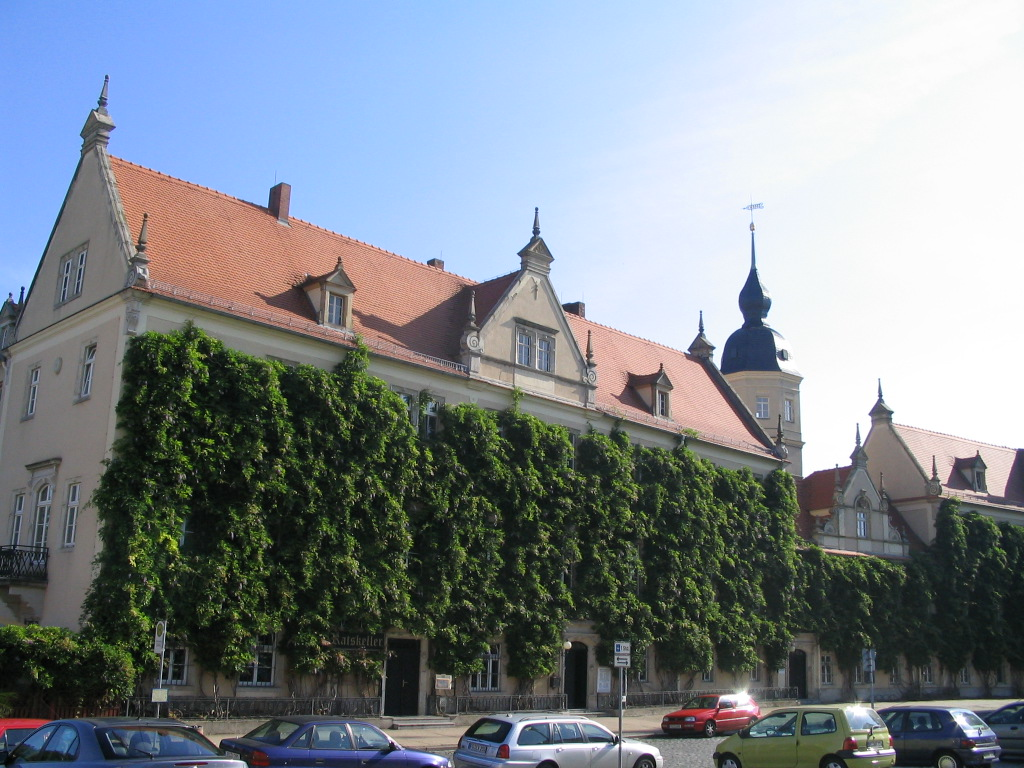
El Ayuntamiento de Riesa.